# Liste der bayerischen Gesandten in Belgien
Dies ist eine Liste der bayerischen Gesandten in Belgien.

## Gesandte
1824: Aufnahme diplomatischer Beziehungen
- 1824–1826: Franz Oliver von Jenison-Walworth (1787–1867)
- 1826–1847: vakant
- 1847–1867: Maximilian von Marogna (1797–1874)
- 1867–1868: Friedrich von Quadt-Wykradt-Isny (1818–1892)
- 1868–1869: Maximilian von Gise (1817–1890)
- 1869–1871: Carl Johann Friedrich von Niethammer (1831–1911)
- 1872–1914: Vertreten durch den Bayerischen Gesandten in Paris

1914: Auflösung der Gesandtschaft